# Shin Megami Tensei: Persona 3
Shin Megami Tensei: Persona 3, lanzado en Japón simplemente como Persona 3 (ペルソナ3), es un juego RPG de 2006, desarrollado y distribuido por Atlus para la consola PlayStation 2. Es el cuarto juego de la serie Persona, spin-off de la serie Megami Tensei (Persona 2: Innocent Sin y Persona 2: Eternal Punishment son considerados dos juegos por separado). Los personajes principales de Persona 3 hacen su aparición en el videojuego de ritmo, Persona 3: Dancing in Moonlight, con fecha de estreno en Japón el 24 de mayo de 2018, y el 4 de diciembre de 2018 en Norteamérica.
El 8 de junio de 2023 fue filtrado, en la cuenta de Instagram de Atlus USA y por accidente, una nueva versión de Persona 3, titulada Persona 3 Reload. Esta terminaría saliendo el 2 de febrero del 2024.
En Persona 3, el jugador asume el rol de un estudiante de secundaria que se une a la Sociedad Extraescolar de Ejecución de Sombras (SEES), un grupo de estudiantes que investigan la "Hora Oscura", un período de tiempo entre un día y otro en el que pocas personas son conscientes. Durante la Hora Oscura, el jugador ingresa al Tartarus, una gran torre que contiene Sombras, criaturas que se alimentan de la mente de los humanos. Para luchar contra las Sombras, cada miembro de SEES puede convocar a una "Persona", una manifestación del yo interior de cada persona. Además de los elementos estándar de los RPG, Persona 3 incluye elementos de los juegos de simulación, ya que el protagonista del juego avanza día a día a lo largo del año escolar, hace amigos y forma vínculos sociales que mejoran la fuerza de sus Personas en la batalla.

## Historia
Un adolescente que quedó huérfano a temprana edad regresa a la ciudad de su infancia, Iwatodai. Poco después de ser transferido a la escuela preparatoria Gekkoukan, es atacado por sombras, criaturas que se alimentan de la mente de sus víctimas. Este ataque despierta su Persona interior, Orpheus, su única oportunidad para vencer a estas criaturas de la noche. Pronto descubre que otros estudiantes de la escuela también tienen ese poder. De ellos aprende todo sobre la "Hora Oscura" (Hora Oscura), una hora oculta que separa un día del siguiente; y que sume al mundo en las sombras. Todo se paraliza, dejando campar a sus anchas a todas las sombras. El protagonista se une al grupo "Specialized Extracurricular Execution Squad" (Unidad Extraescolar Especializada en Ejecuciones -de sus misiones-, SEES), y con sus compañeros, lucha contra la amenaza de las sombras, y a la vez que exploran el Tartarus, una extraña y gigantesca torre repleta de peligros en la que se transforma la escuela durante la Hora Oscura.

## Modo de juego
Algo que podría tomarse como un gran cambio a diferencia de juegos anteriores en la saga, es que Persona 3 cuenta con una mezcla inusual entre simulador de vida escolar y RPG; donde a diferencia de la mayoría de RPGs a la fecha, los días pasan basándose en el calendario. Aquí la escuela toma un rol importante, donde debes acudir a eventos escolares, clubes, estudiar, atender asuntos con otros personajes; pero cuando llega la noche, se debe explorar el Tartarus (dependiendo de tu condición física). El Tartarus, es una "torre-laberinto" infestada de monstruos llamados Shadows, en cual se transforma la escuela a la medianoche. Este cambio entre día y noche, le da un toque que hace resaltar a este juego entre la saga de Shin Megami Tensei y cualquier otro RPG hasta el momento.
En pelea, los personajes son ayudados por sus Personas, seres que son llamados con la ayuda de un instrumento en forma de pistola llamada "Evoker" (Evocador), con el cual deben apuntarse a la cabeza y dispararse para invocar a su Persona. En combate solo se controla al personaje principal, mientras que sus compañeros ejercen sus turnos mediante inteligencia artificial u ordenar a tus compañeros específicos Comandos directos, a pesar de esto se le pueden dar parámetros de estrategia a tus aliados si el jugador lo desea o no.
Dependiendo como se lleven las relaciones con los demás, se podrán conseguir nuevos y más poderosos Personas o mejorar a los ya adquiridos mediante el sistema de "Social Links" (Enlaces sociales), lo cual lleva a que la parte social dentro del juego sea de gran importancia dentro del mismo.

## Personajes

### Personajes principales
Protagonista
 Seiyū: Akira Ishida (masculino),  Seiyū: Marina Inoue (femenino)
El protagonista de Persona 3 (llamado Minato Arisato (有里 湊 Arisato Minato?) en la adaptación manga, Makoto Yuki (結城 理 Yūki Makoto?) en la adaptación cinematográfica y Sakuya Shiomi en la adaptación teatral) es un chico de segundo año de instituto que acaba de transferirse al instituto Gekkoukan. En las adaptaciones se le muestra como un chico un tanto frío y callado, que no tiene miedo del peligro y resulta incluso temerario. Su arma principal es una espada (aunque en el juego original puede usar varios tipos de armas) y su persona inicial es Orpheus del Fool Arcana (Arcana del Loco). 
En la versión de PSP Persona 3 Portable se añadió una protagonista femenina (llamada Kotone Shiomi en la adaptación teatral), con un diseño y una personalidad opuestos a los del protagonista masculino: es una chica agradable y risueña. Su arma principal es una naginata y su persona inicial es también Orpheus, aunque con un diseño distinto al del protagonista masculino. Ambos protagonistas son poseedores de la Wild Card, un extraño objeto que les otorga la habilidad de invocar cualquier Persona que deseen.
Yukari Takeba (岳羽 ゆかり 'Takeba Yukari'?)
 Seiyū: Megumi Toyoguchi
Una chica de segundo año y compañera de clase del protagonista que pertenece al club de arquería. Es una chica popular y que causa buena impresión en la gente, pero en el fondo le cuesta confiar en la gente y no tiene muchos amigos. Suele pelearse con Junpei cuando éste intenta seducir a alguna compañera. Su arma principal es un arco y su Persona es Io que luego evoluciona a Isis donde pertenece al Lovers Arcana (Arcana de los Amantes), y representa el Social Link de este mismo Arcana. El protagonista masculino puede mantener un romance con ella.
Yukari regresa como personaje jugable en Persona 4 Ultimax, donde es una actriz de la serie de sentai Feather Phoenixman R. Viste un traje rosa que pertenece a su personaje en la serie.
Junpei Iori (伊織 順平 'Iori Junpei'?)
 Seiyū: Kousuke Toriumi
Junpei lori Auto nombrado "Ace Detective" es Un chico de segundo año y compañero de clase del protagonista que se incorpora a SEES poco después del protagonista. Actúa como el payaso de la clase para esconder sus inseguridades, su baja autoestima y los celos que siente del protagonista, por tener más relevancia en SEES que él. Su arma principal es una espada a dos manos y su Persona es Hermes que luego evoluciona a Trimegistus del Magician Arcana (Arcana del Mago) En la ruta de la protagonista femenina representa el Social Link de este mismo Arcana. 
Junpei regresa como personaje jugable en Persona 4 Ultimax, donde es entrenador de un equipo de béisbol. Viste un traje azul de entrenador, y usa un bate como arma en vez de una espada.
Mitsuru Kirijo (桐条 美鶴 'Kirijō Mitsuru'?)
 Seiyū: Rie Tanaka
Una estudiante de tercer año que además es presidenta del consejo del instituto y de SEES. Mitsuru es la heredera de la Corporación Kirijo, una enorme empresa liderada por su padre y que lleva investigando a las personas durante más de diez años. Normalmente es elegante y refinada, aunque no sabe mucho sobre cosas tan normales como hamburguesas o salir con los amigos. Junto a Akihiko y Shinjiro, fue una de los miembros fundadores de SEES. Funciona como miembro orientadora del grupo hasta que Fuuka se une al equipo. Su arma principal es un florete y su Persona es Penthesilea que evoluciona en Artemisia del Empress Arcana (Arcana de la Emperatriz), y representa el Social Link de este mismo Arcana. El protagonista masculino puede mantener un romance con ella.
Mitsuru regresa como personaje jugable en Persona 4 Arena y Persona 4 Ultimax, donde es la líder de un grupo anti-Shadows. Viste un mono negro y un abrigo blanco.
Akihiko Sanada (真田 明彦 'Sanada Akihiko'?)
 Seiyū: Hikaru Midorikawa
Un estudiante de tercer año que pertenece al club de boxeo. Está muy interesado en hacerse más fuerte y progresar en la investigación de Tartarus, ya que se siente culpable por no haber protegido a su hermana pequeña Miki durante un incendio que causó su muerte. Junto a Mitsuru y Shinjiro, fue uno de los miembros fundadores de SEES. Su arma principal son sus puños y su Persona es Polydeuces que evoluciona a Caesar del Emperor Arcana (Arcana del Emperador) En la ruta de la protagonista femenina representa el Social Link del Star Arcana (Arcana de la Estrella), y puede mantener un romance con ella.
Akihiko regresa como personaje jugable en Persona 4 Arena y Persona 4 Ultimax, donde es miembro del grupo anti-Shadows de Mitsuru. Viste una capa roja que deja al descubierto su pecho lleno de cicatrices.
Fuuka Yamagishi (山岸 風花 'Yamagishi Fūka'?)
 Seiyū: Mamiko Noto
Una estudiante de segundo año de carácter tímido y gentil. Fuuka fue víctima de bullying por parte de sus compañeras, especialmente de una chica llamada Natsuki, y se incorpora al grupo después de que su Persona despierte durante su rescate, pues había llegado a Tartarus por accidente. Su función en el grupo es orientar, por lo que no participa directamente en las batallas, y su Persona es Lucía que evoluciona a Juno del Priestess Arcana (Arcana de la Sacerdortisa), y representa el Social Link de este mismo Arcana, aunque las características de este cambian según el protagonista: en la ruta del masculino, Fuuka se une al club de arte o de fotografía, en la ruta de la femenina, Fuuka crea un club de cocina con ayuda de ésta. El protagonista masculino puede mantener un romance con ella. 
Fuuka regresa como personaje secundario en Persona 4 Arena y Persona 4 Ultimax, donde es una informática al servicio del equipo anti-Shadows de Mitsuru. Viste una blusa blanca y lleva el pelo más largo, recogido en una trenza.
Aigis (アイギス 'Aigis'?)
 Seiyū: Maaya Sakamoto
Un robot anti-Sombras que aparece durante la visita de SEES a Yakushima durante sus vacaciones de verano. Aigis parece obsesionada con el protagonista por algún motivo, y está obsesionada con protegerle. Al principio se comporta absolutamente como un robot, pero a medida que avanza la trama comienza a desarrollar sentimientos que la hacen más humana. Al parecer, es capaz de hablar con los perros, y comprende lo que Koromaru quiere decir. Su arma principal son las armas de disparo a distancia (ametralladoras o bazookas que incorpora a sus brazos) y su Persona es Palladion que evoluciona en Athena del Chariot Arcana (Arcana de la Carroza) En FES y Portable, se incorporó un Social Link especial para ella, que usa el Aeon Arcana (Arcana del Aeón) Puede mantener una relación amorosa con cualquiera de los dos protagonistas. Aigis actúa como la protagonista principal en The Answer, el epílogo incluido en la versión FES del juego, donde obtiene la Wild Card, permitiéndole controlar múltiples Personas.
Aigis regresa como personaje jugable en Persona 4 Arena y Persona 4 Ultimax, donde es miembro del grupo anti-Shadows de Mitsuru. Viste una corbata roja en lugar del lazo que llevaba durante los eventos de Persona 3.
Koromaru (コロマル 'Koromaru'?)
Un perro capaz de utilizar una persona que vivía en el templo de la ciudad. Su amo era el sacerdote de dicho templo y murió en un accidente de tráfico, pero Koromaru se mantuvo leal y le esperó allí hasta que SEES lo adoptó. Su historia está basada en la del famoso Hachiko. Su arma es un cuchillo y su Persona es Cerberus del Strength Arcana (Arcana de la Fuerza), y en la ruta de la protagonista femenina repesenta el Social Link de este mismo Arcana.
Koromaru regresa como personaje jugable en Persona 4 Ultimax, donde forma un dúo con Ken. Viste la sudadera naranja que éste llevaba en sus años escolares.
Ken Amada (天田 乾 'Amada Ken'?)
 Seiyū: Megumi Ogata
Un estudiante de colegio que es capaz de usar una persona a pesar de su juventud. Ken es un niño maduro y serio para su edad, y guarda resentimientos contra Shinjiro por estar envuelto en el accidente que acabó con la vida de su madre hace 2 años. Su arma principal es una lanza y su Persona es Nemesis que evoluciona a Kala-Nemi del Justice Arcana (Arcana de la Justicia) En la ruta de la protagonista femenina repesenta el Social Link de este mismo Arcana, y puede mantener una relación amorosa con ella (aunque varias de sus escenas fueron censuradas en la versión internacional)
Ken regresa como personaje jugable en Persona 4 Ultimax, donde forma un dúo con Koromaru y es ahora el presidente del consejo estudiantil de la división media de Gekkoukan.
Shinjiro Aragaki (荒垣 真次郎 'Aragaki Shinjirou'?)
 Seiyū: Kazuya Nakai
Un estudiante de tercer año que apenas acude a clase y es amigo de la infancia de Akihiko. Es de carácter taciturno, y apenas habla con nadie, pero en el fondo tiene una personalidad amable y una afición secreta por la cocina. Junto a Mitsuru y Akihiko, fue uno de los miembros fundadores de SEES, pero se separó del grupo después de que su Persona causara accidentalmente la muerte de la madre de Ken el 4 de octubre (2 años antes de que el protagonista llegara). Su arma principal son las hachas y los mazos y su Persona es Castor del Hierophant Arcana (Arcana del Hierofante) En la ruta de la protagonista femenina representa el Social Link del Moon Arcana (Arcana de la Luna), y puede mantener un romance con ella.

### Secundarios
Shuji Ikutsuki (幾月 修司 'Ikutsuki Shūji'?)
Es el consejero del club SEES, fue el creador de Aigis hace 10 años. Le encanta decir chistes malos.
Pharos (ファルロス 'Farurosu'?)
 Seiyū: Akira Ishida
Un extraño niño vestido con un pijama de rayas que sólo puede ver el protagonista. Parece guardar muchos secretos, tanto sobre él como sobre el protagonista. Representa el Social Link del Death Arcana (Arcana de la Muerte)
Ryoji Mochizuki (望月 綾時 'Mochizuki Ryoji'?)
 Seiyū: Akira Ishida
Un misterioso estudiante de intercambio que se incorpora a la clase del protagonista en noviembre. Le gusta seducir a las chicas, y pronto es apreciado por todos, pero parece sentir algo hacia el protagonista que no puede recordar. En la ruta de la protagonista femenina representa el Social Link del Fortune Arcana (Arcana de la Fortuna), y puede mantener un romance con ella.
Kenji Tomochika (友近健二 'Tomochika Kenji'?)
Un compañero de clase al que le gustan las mujeres mayores y que está enamorado de la profesora Toriumi. En la ruta del protagonista masculino representa el Social Link del Magician Arcana (Arcana del Mago), pero en la de la protagonista femenina su aparición se reduce a cameos durante el Social Link de Río.
Hidetoshi Odagiri (小田桐 秀利 'Odagiri Hidetoshi'?)
Un estricto miembro del consejo estudiantil que pretende mantener el instituto impecable. Representa el Social Link del Emperor Arcana (Arcana del Emperador).
Nozomi Suemitsu (末光 望美 'Suemitsu Nozomi'?)
Un estudiante con sobrepeso que es aficionado a la comida rápida. En la ruta del protagonista masculino representa el Social Link del Moon Arcana (Arcana de la Luna), pero en la de la protagonista femenina no aparece.
Chihiro Fushimi (伏見 千尋 'Fushimi Chihiro'?)
Seiyū: Ai Maeda
Una estudiante de primer año y secretaria del consejo estudiantil. Es de carácter muy reservado. En la ruta del protagonista masculino representa el Social Link del Justice Arcana (Arcana de la Justicia), pero en la de la protagonista femenina su aparición se reduce a cameos durante el Social Link de Hidetoshi.
Chihiro tiene un cameo en Persona 4, donde aparece como la presidenta del consejo estudiantil de Gekkoukan durante la visita de los protagonistas a Iwatodai.
Andre "Bebe" Laurent Jean Geraux (アンドレ･ローラン･ジャン･ジェラール 'Andore Rōran Jan Jerāru'?)
Seiyū: Ai Maeda
Un estudiante de intercambio francés más conocido bajo el sobrenombre de Bebe que pertenece al club de moda. Es un gran admirador de la cultura japonesa y su mayor sueño es confeccionar un kimono. Representa el Social Link del Temperance Arcana (Arcana de la Templanza).
Yuko Nishiwaki (西脇結子 'Nishiwaki Yūko'?)
La mánager del club deportivo al que pertenece el protagonista. Teme que su vena masculina haga que los chicos no la aprecien. En la ruta del protagonista masculino representa el Social Link del Strength Arcana (Arcana de la Fuerza), pero en la de la protagonista femenina su aparición se reduce a cameos durante el Social Link de Río.
Rio Iwasaki (岩崎 理緒 'Iwasaki Rio'?)
Una miembro del club deportivo al que pertenece la protagonista y amiga de Yuko. Está enamorada de Kenji, su amigo de la infancia, pero teme ser rechazada y no quiere decírselo. En la ruta de la protagonista femenina representa el Social Link del Chariot Arcana (Arcana de la Carroza), pero en la del protagonista masculino no aparece.
Maya
Es una usuaria del juego MMROPG "Innocent Sin Online", es una profesora de una academia con problemas amorosos. En la ruta del protagonista masculino representa el Social Link  del Hermit Arcana (Arcana del Ermitaño). En la última parte del Social Link se descubre que es la profesora de Gramática y representante de la clase 2-F (La clase del protagonista) la Sra. Toriumi y que ha desarrollado sentimientos por el protagonista.
Akinari Kamiki (神木 秋成 'Kamiki Akinari'?)
Un adolescente de 19 años con una enfermedad terminal, encontrado únicamente los domingos en el santuario. Un joven normal que disfruta leyendo libros y escribiendo historias. A lo largo de su Social Link descubrirá el significado de su existencia. Tanto en el juego original, el Fes y el Portable representa el Social Link del Sun Arcana (Arcana del Sol). Se puede entablar una relación amorosa con el siendo el protagonista femenino en el Portable, y una amistosa siendo el masculino en todos los juegos.
Saori Hasegawa (長谷川 沙織 'Hasegawa Saori'?)
Una chica de tercer año que trabaja junto a la protagonista en la biblioteca o el comité de salud. Tiene numerosos complejos por ser la estudiante de mayor edad del instituto (pasó un año en el extranjero sin estudiar y es mayor que cualquiera del instituto) En la ruta de la protagonista femenina representa el Social Link del Hermit Arcana (Arcana del Ermitaño).

### Strega
Un grupo de usuarios de Persona que tienen sus propios planes e intentan frustrar los intentos de SEES de resolver el misterio de Tartarus.
Takaya Sakaki (望月 綾時 'Sakaki Takaya'?)
 Seiyū: Masaya Onosaka
El carismático líder de Strega. Es un criminal consumado que crea una secta en torno a su persona y se considera un mesías. Su arma principal es un revólver y su persona es Hypnos del Fortune Arcana (Arcana de la Fortuna).
Jin Shirato (白戸 陣 'Shirato Jin'?)
 Seiyū: Nobutoshi Canna
El segundo al mando de Strega. Un hacker de mucho talento que obedece todo lo que Takaya le dice. Su arma principal son las granadas y su persona es Moros del Hermit Arcana (Arcana del Ermitaño).
Chidori Yoshino (吉野 千鳥 'Yoshino Chidori'?)
 Seiyū: Miyuki Sawashiro
Una chica que viste como una gothic lolita y es aficionada al dibujo. Comienza a sentirse atraída por Junpei después de que este la visite durante su estancia en el hospital tras un ataque de Strega. Su arma principal es un hacha con una cadena y su Persona (que posee talentos de precognición y detección similares a los del de Fuuka) es Medea del Hanged Man Arcana (Arcana del Ahorcado).

### Habitación Terciopelo
Igor
 Seiyū: Isamu Tanonaka
El personaje recurrente de todas las entregas de Persona, Igor es el jefe de la Habitación Terciopelo y el personaje encargado de fusionar Personas para el protagonista.
Elizabeth (エリザベス 'Erisabezu'?)
 Seiyū: Miyuki Sawashiro
La ayudante femenina de Igor, controla el Compedio de Personas, al cual puede acceder el protagonista para adquirir Personas que ya haya fusionado o descubierto. También tiene un servicio de búsquedas, por el que ella pide objetos al protagonista a cambio de una recompensa. A través de estas búsquedas se puede salir por la ciudad con ella, y ayudarle a descubrir cómo viven los humanos. A causa de estas salidas, Elizabeth puede desarrollar amor por el protagonista. Es la mediana del trío de hermanos.
Elizabeth regresa como personaje jugable en Persona 4 Arena y Persona 4 Ultimax, donde se encuentra en una búsqueda para salvar al protagonista de Persona 3 de las consecuencias del final del juego.
Theodore (テオドア 'Teodoa'?)
 Seiyū: Junichi Suwabe
El ayudante masculino de Igor, al cual sólo puede conocer una protagonista femenina. Tiene las mismas funciones que su hermana, y una personalidad más inocente. No obstante, también está interesado en conocer a los humanos, y puede llegar a enamorarse de la protagonista. Es el menor del trío de hermanos.

## Reediciones del juego

### Persona 3 FES
El 19 de abril de 2007, Atlus lanzó un disco extra para el juego Persona 3, llamado Persona 3 FES (ペルソナ3フェス) una versión con extras varios al cual también se le puede catalogar como una "expansión" del título original, ya que Atlus puso a la venta el título en 2 versiones o formatos, la "Independent Starting Version" la cual no requiere de tener una copia del título original para jugar Persona 3 FES y la "Append Edition" la cual es necesario tener una copia original de Persona 3 para poder comenzar a jugar. Fuera de Japón el título se comercializó como un solo título con Persona 3 y Persona 3 FES juntos en el mismo disco para (muy probablemente) evitar confusiones entre los compradores.
De acuerdo con el director del juego, Katsura Hashino, el subtítulo "FES" proviene de la palabra "festival".
Aparte de adherir nuevo contenido en gran cantidad (tanto en el sistema de juego como en historia) al juego principal, también incluye una continuación titulada Episodio: Aegis dando unas 30 horas de juego extra aproximadamente. Al iniciar el juego, el jugador puede elegir entre el Episodio: Tú Mismo (En la versión americana, "The Journey" (El Viaje)) o el Episodio: Aegis (Versión americana, "The Answer" (La Respuesta)). El Episodio: Tú Mismo es el mismo que el original, pero con nuevas misiones, eventos y mínimos (pero no por ellos importantes) cambios y arreglos en el sistema de juego y el Episodio: Aegis puede ser considerado una secuela, con Aegis como personaje principal, y el verdadero final. FES también contiene nuevos trajes, y un nuevo sistema de síntesis de armas, veintitrés nuevas Personas, y la dificultad difícil como opción desde el principio (el original solo venía con las dificultades Fácil y Normal).
La versión americana no contó con el contenido de FES, aunque este salió a la venta después de su lanzamiento. FES fue lanzado al mercado americano el 22 de abril de 2007.

### Persona 3 Portable
Fue lanzado el 1 de noviembre de 2009 en Japón y en Norteamérica el 6 de julio de 2010, siendo una nueva reedición de Persona 3 para la consola portátil de Sony, la PSP.
Respecto a la versión original existen varios cambios: se elimina "The Answer" aunque se mantienen todos las demás mejoras de FES (además de agregar otras mejoras menores al juego), y se incluye una protagonista femenina con Social Links alternativos a los del protagonista masculino. También cuenta con 5 niveles de dificultad y el sistema de navegación por el mundo ha sido remplazado por una imagen fija con los elementos puestos en pantalla y utilizables mediante un cursor tipo "mouse" que se desplaza por la pantalla, pero en Tartarus la exploración es igual que en el original. Además se han eliminado todas las cinemáticas presentes en las versiones para PS2, y ahora solo se representan en su mayoría por medio de cuadros de texto, dándole aún más ese aire de novela visual aunque perdiéndose varios matices en el proceso.
Se le puede considerar como una versión más ágil de Persona 3 FES ya que las partes del "mazmorreo" son menos tediosas que en los títulos para PS2, agregando también el sistema de combate de Persona 4 que permite controlar a todos los miembros de tu equipo en lugar de únicamente al protagonista.
La protagonista femenina posee una nueva banda sonora compuesta por Shoji Meguro, y se agrega una intro cinemática exclusiva de este juego llamada "Soul Phrase".

## Media

### CD de audio
- Persona 3 Original Soundtrack (19 de julio de 2006)
- Persona 3 Drama CD Vol. 1 - Daylight (21 de marzo de 2007)
- Burn My Dread -Reincarnation: Persona3- (18 de abril de 2007)
- Persona 3 Drama CD: A Certain Day of Summer (25 de abril de 2007)
- Persona 3 FES Original Soundtrack (2 de mayo de 2007)
- Persona 3 Drama CD Vol. 2 - Moonlight (25 de mayo de 2007)
- Character Drama CD Persona 3 Vol. 1 (27 de febrero de 2008)
- Character Drama CD Persona 3 Vol. 2 (26 de marzo de 2008)
- Character Drama CD Persona 3 Vol. 3 (23 de abril de 2008)
- Character Drama CD Persona 3 Vol. 4 (21 de mayo de 2008)
- Character Drama CD Persona 3 Vol.5 (25 de junio de 2008)
- Persona 3 Drama CD New Moon (23 de junio de 2009)
- Persona 3 Drama CD Full Moon (25 de febrero de 2009)

Toda la música fue compuesta por Shoji Meguro, Yosuke Uda y Meguro Masashi.

### Novelas
- Persona 3 Owari no Kakera
- Persona 3 Shadow Cry
- P3 PERSONA3 Novel Anthology (25 de junio de 2007)

### Manga
Una adaptación a manga está siendo hecha por Shūji Sogabe desde el 4 de abril de 2007, siendo publicada mensualmente en Dengeki Maoh. En el manga, el personaje principal es llamado Minato Arisato.
El último tomo de esta adaptación fue publicado el 14 de septiembre de 2021 con su decimoprimer volumen.

### Anime
En febrero de 2008 se empezó a emitir un anime de la serie Persona, que se lleva a cabo diez años después de los eventos de Persona 3 y Persona 3 FES, titulado Persona Trinity Soul. Aunque oficialmente no pertenece al mismo universo que el juego, sí que aparecen algunos personajes presentes en él, como Akihiko Sanada.

### Película
Ha sido confirmada una saga de adaptaciones cinematográficas de Persona 3, cuya primera entrega se llamó "Persona 3 Movie #1: Spring of Birth". La película se estrenó el 23 de noviembre de 2013, y en ella el protagonista se llama Makoto Yuki. Fue seguida por tres entregas más, "Persona 3 the Movie #2: Midsummer Knight's Dream" (estrenada el 7 de junio de 2014), "Persona 3 the Movie #3: Falling Down" (estrenada el 4 de abril de 2015) y "`Persona 3 the Movie #4: Winter of Rebirth" (a estrenar el 23 de enero de 2016) La primera y la tercera película son producidas por AIC A.S.T.A (mismo estudio que produjo el anime de Persona 4) y la segunday la cuarta por A-1 Pictures (mismo estudio que produjo el anime de Persona Trinity Soul)

### Obras de teatro
En agosto de 2013 se anunció que Persona 3 se adaptaría al teatro. La adaptación, llamada Persona 3 The Weird Masquerade, era protagonizada por ambos protagonistas del juego, aunque nunca en la misma sesión. Tuvo tres partes: la primera, Persona 3 The Weird Masquerade -Ao no Kakusei-, se interpretó del 8 al 12 de enero de 2014; la segunda, Persona 3: the Weird Masquerade -Gunjou no Meikyuu-, del 16 al 23 de septiembre del mismo año y la tercera, Persona 3: the Weird Masquerade -Souen no Kesshou-, del 5 al 13 de junio de 2015. Las tres obras fueron protagonizadas por Shouta Aoi como Sakuya, el protagonista masculino, y Kana Asumi como Kotone, la protagonista femenina.